# Mariä-Himmelfahrt-Kirche (Mohelnice nad Jizerou)

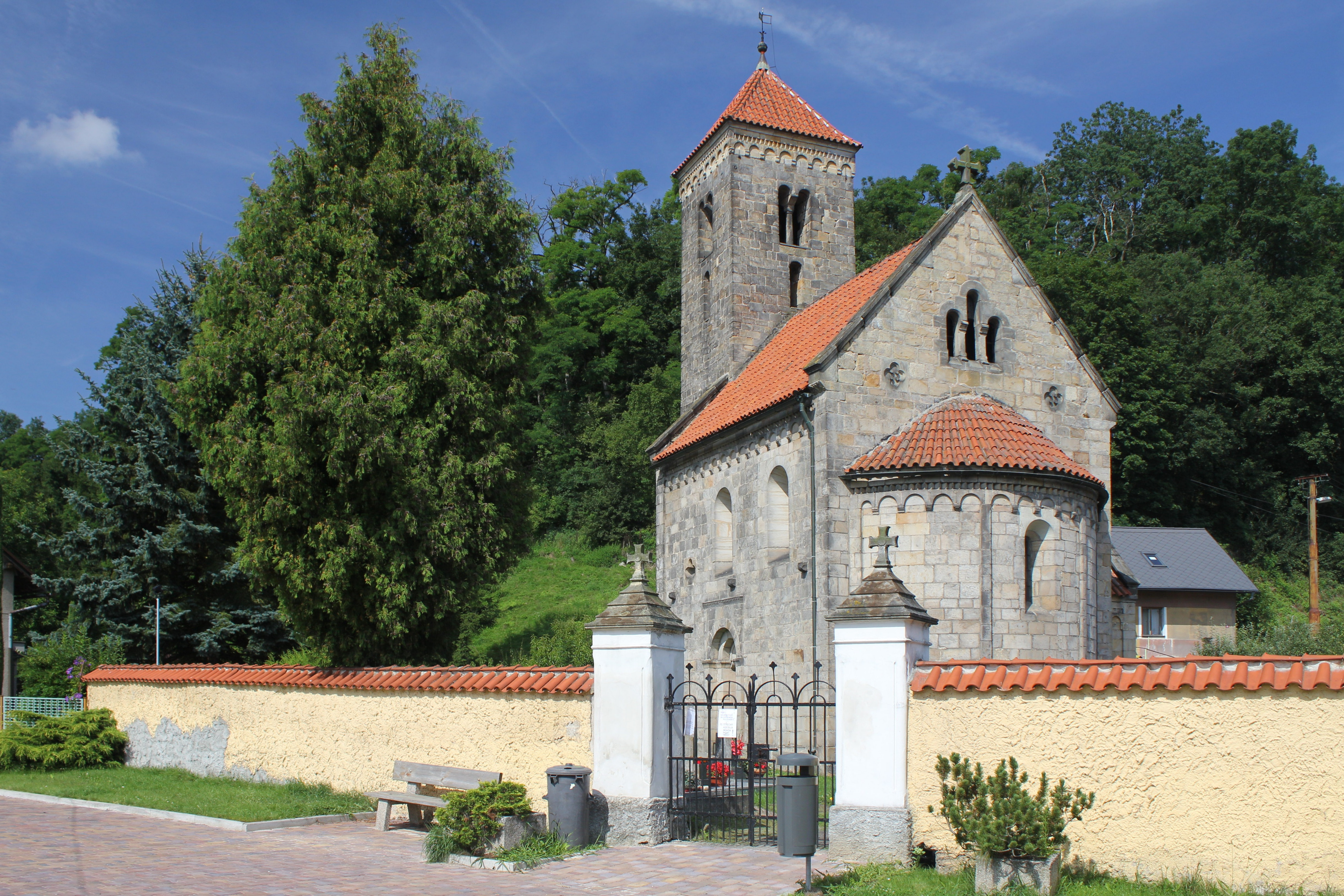
Ansicht von Südosten

Die Mariä-Himmelfahrt-Kirche in Mohelnice nad Jizerou ist ein steinerner romanischer Sakralbau aus dem 12. Jahrhundert. Die mitten im Dorf gelegene Kirche gehört zur römisch-katholischen Pfarre Mnichovo Hradiště.

## Architektur
Die Mariä Aufnahme in den Himmel geweihte romanische Emporenkirche stammt aus dem 3. Viertel des 12. Jahrhunderts. Da Emporenkirchen neben Rotunden typische Formen für Sakralbauten in romanischen Burgen waren, wird das Bestehen eines befestigten herrschaftlichen Sitzes im Ort angenommen, zu dem die Kirche gehörte. Weitere Überreste sind jedoch nicht erhalten. Die Kirche ist heute von einem kleinen Friedhof umgeben.
Der Bau ist aus unregelmäßig hohen Reihen von Sandsteinquadern ausgeführt, die aus dem benachbarten Felsengebiet Hruboskalské skalní město stammen. Auf einzelnen Quadern sind noch die Zeichen der Steinmetzen erkennbar. Das Bauwerk besteht aus drei Teilen: Einem quadratischen Westturm von 4,35 Meter Kantenlänge und 20 Meter Höhe, einem rechteckigen Schiff in der Mitte und einer halbrunden Apsis im Osten. Im westlichen Teil des Schiffs liegt die Empore, die über eine Treppe im Turm zugänglich ist. Im Norden, dem Haupteingang gegenüber, ist eine Sakristei angeschlossen.
Der romanische Bau ist außergewöhnlich gut erhalten, wurde jedoch bereits 1887 von dem böhmischen Architekten Josef Mocker restauriert. Dabei wurden unter anderem die Fenster vergrößert und verglast, das Dach des Schiffes ausgetauscht und die ursprünglich hölzerne Konstruktion der Sakristei durch einen steinernen Anbau ersetzt.
Der Innenraum der Kirche ist mit einem pseudoromanischen Altar ausgestattet, geschaffen 1876 von den lokalen Künstlern Dominik und Petr Bušek aus Sychrov. Ende des 19. Jahrhunderts entstand auch die Kassettendecke, die das Dach des Kirchenschiffes in blaue Felder mit goldenen Sternen unterteilt.
Äußerlich ist das Bauwerk schlicht gehalten. Ein Bogenfries schließt die Wände des Schiffes, des Turms und der Apsis ab. In einem der Bögen an der Nordwand ist das Relief eines weiblichen Gesichtes eingelassen. Einer lokalen Sage nach handelt es sich um eine Türkin, die der Kirchengründer, ein Kreuzfahrer, aus dem Orient in den Ort gebracht und geheiratet habe. Die volkstümliche Überlieferung versuchte mit dieser exotischen Deutung vermutlich die seltene altertümliche Bauform der Kirche zu erklären, einen sicheren Anhaltspunkt dafür, wer der Kirchengründer war, gibt es indes nicht.